# Andrés Bello Sanz
Andrés Bello Sanz (València, 1961) és un polític català, diputat per Vox al Parlament de Catalunya durant la Tretzena legislatura.
Nascut a València, es va llicenciar en dret a la Universitat de València el 1984. Va continuar els seus estudis a Real Academia Valenciana de Jurisprudencia y Legislación. Ha exercit bona part de la seva trajectòria professional a AENA, treballant com a cap de la Divisió Economicoadministrativa de l'Aeroport de Barcelona. Viu a Castelldefels.
El 2021 es va presentar a les eleccions al Parlament de Catalunya per Vox a la circumscripció electoral de Barcelona, sent escollit diputat al Parlament. Ha format part de les comissions de Polítiques digitals i territori, d'estudis sobre el model policial i la d'afers institucionals, entre d'altres.